# جاكوب هولمز
جاكوب هولمز (بالإنجليزية: Jacob Holmes) مواليد 14 أغسطس 1983، هو لاعب كرة سلة أسترالي بدأ مسيرته الاحترافية في سنة 2001 يلعب في الدوري الأسترالي لكرة السلة ويحمل الرقم 31.

## روابط خارجية
- جاكوب هولمز على موقع الاتحاد الدولي لكرة السلة (الإنجليزية)
- جاكوب هولمز على موقع كرة السلة الأوروبية.كوم (الإنجليزية)
- جاكوب هولمز على موقع ريلجم (الإنجليزية)
- جاكوب هولمز على موقع بروبوليرز (الإنجليزية)
- جاكوب هولمز على موقع سبورتس رفرنس (الإنجليزية)
- جاكوب هولمز على موقع اتحاد ألعاب الكومنولث (مؤرشف) (الإنجليزية)
- جاكوب هولمز على موقع دورة ألعاب الكومنولث 2006 (مؤرشف) (الإنجليزية)